# 벤츠 페이턴트 모터바겐

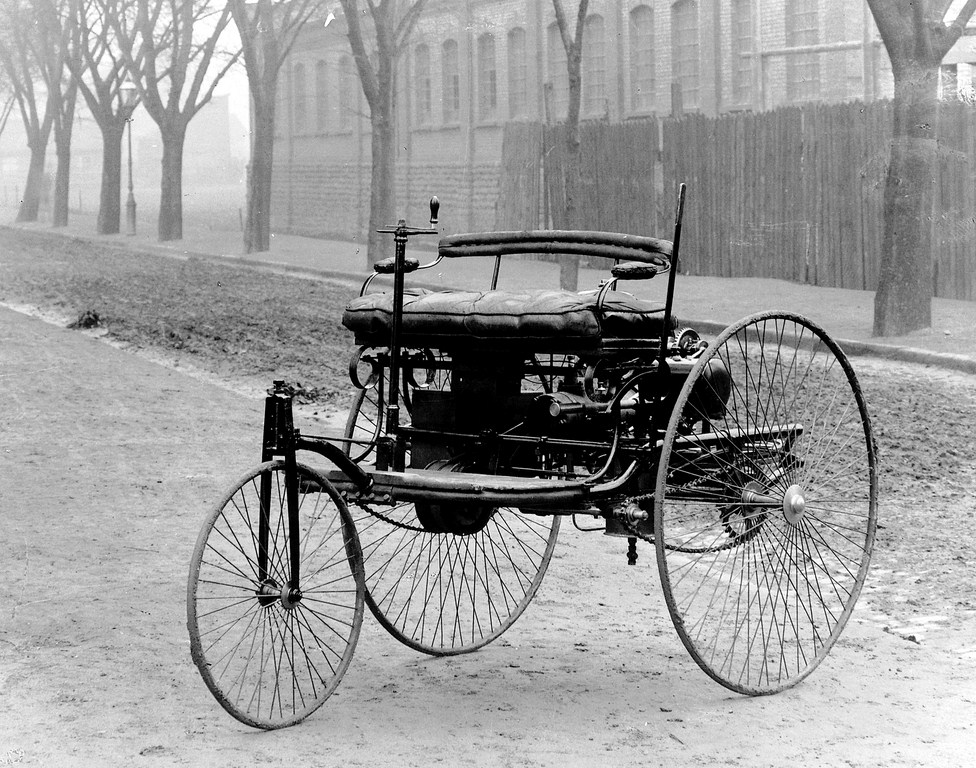

벤츠 페이턴트 모터바겐(Benz Patent-Motorwagen)은 독일의 카를 벤츠(Karl Benz)가 1885년에 제작한 자동차로 최초의 실용적인 현대적 자동차로 널리 알려져 있으며, 최초로 생산된 자동차기도 하다. 이는 1886년 1월에 특허를 받았고, 그 해 말에 공개되었다. 차량의 원래 가격은 600 독일 제국 마르크, 약 150 미국 달러(2023년 기준 $5,100에 해당)였다. 1886년 7월 카를 벤츠가 대중 앞에서 이 차를 운전한 지 2년 후 카를 벤츠의 아내 베르타 벤츠(Bertha)는 1888년 8월 만하임에서 포르츠하임까지의 여행에서 그 타당성을 입증했다. 비슷한 시기에 벤츠 페이턴트 모터바겐은 역사상 최초로 상용화된 자동차가 되었다. 프랑스에서 라이선스를 받아 벤츠 엔진을 만든 에밀 로저(Emile Roger)는 카를 벤츠의 자동차를 구입한 최초의 사람 중 한 명이었다. 1888년부터 에밀 로저는 프랑스에서 벤츠 페이턴트 모터바겐의 영업 사원이 되었으며, 1888년에 에밀 레바소르(Émile Levassor)에게 한 대를 판매했다. 벤츠 페이턴트 모터바겐은 1888년 뮌헨 전시회에서 선보여 금메달을 획득했고, 1889년 파리 박람회에서도 전시되었다. 벤츠 페이턴트 모터바겐의 창립으로 인해 카를 벤츠는 자동차의 아버지자 발명가로 칭송받았다.

## 같이 보기
- 벤츠 펠로
- 3륜자동차